# Ely (Nevada)
Ely é uma cidade localizada no estado americano de Nevada, no condado de White Pine, do qual é sede.

## Geografia
De acordo com o United States Census Bureau, a cidade tem uma área de 19,8 km², onde todos os 19,8 km² estão cobertos por terra.

### Localidades na vizinhança
O diagrama seguinte representa as localidades num raio de 164 km ao redor de Ely.

## Demografia

### Censo 2010
Segundo o censo nacional de 2010, a sua população é de 4 255 habitantes e sua densidade populacional é de 215 hab/km². Possui 2 185 residências, que resulta em uma densidade de 110,4 residências/km².

### Censo 2000
Segundo o censo nacional de 2000, a sua população era de 4041 habitantes.
Em 2006, foi estimada uma população de 3989, um decréscimo de 52 (-1.3%). A densidade populacional é de 218.8 hab./km². Cerca de 89,14% da população é branca, 0,32% são negros, 1,09% são descendentes de índios, 0,35% são das ilhas do pacífico, 3,71% são de outras raças e 2,28% são de duas ou mais raças. Dos 1.727 moradores, 28,% têm crianças abaixo de 18 anos de idade.
O índice médio de renda por um morador da cidade é de 36.408 dólares, e o índice de uma família é de 42,168 dólares.